# OBRUM
 (juin 2017).

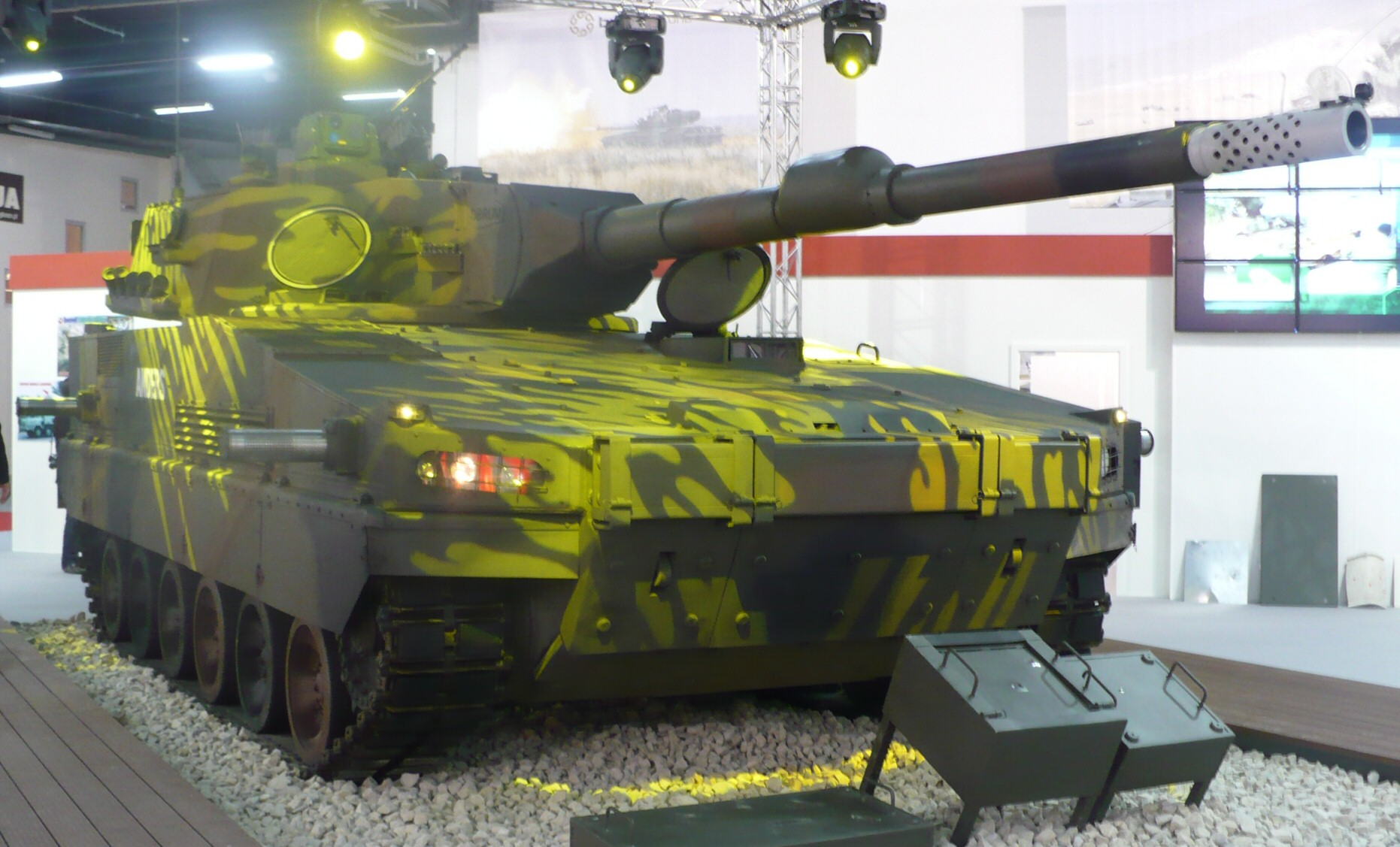
Le projet de la famille polonaise des machines de guerre

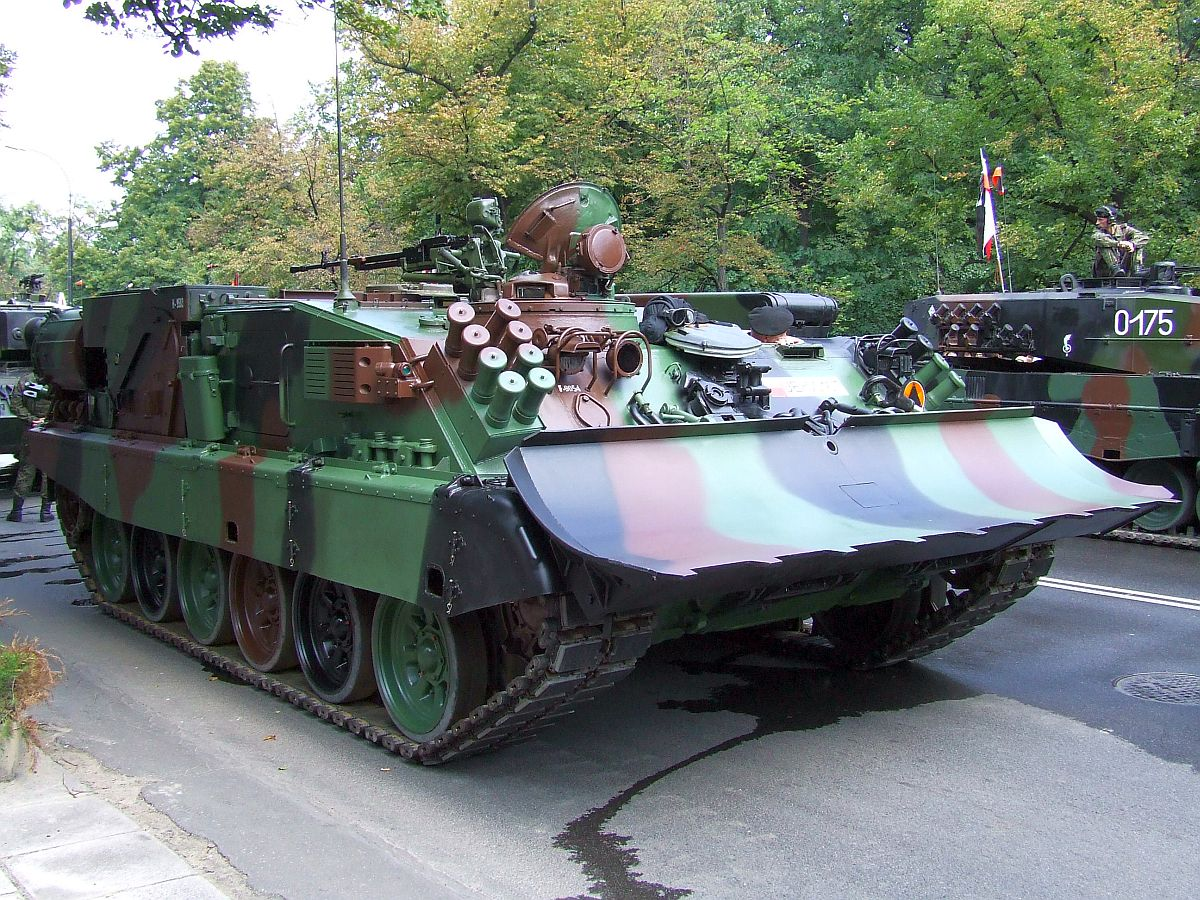
Le char de sécurité technique W CTM-3

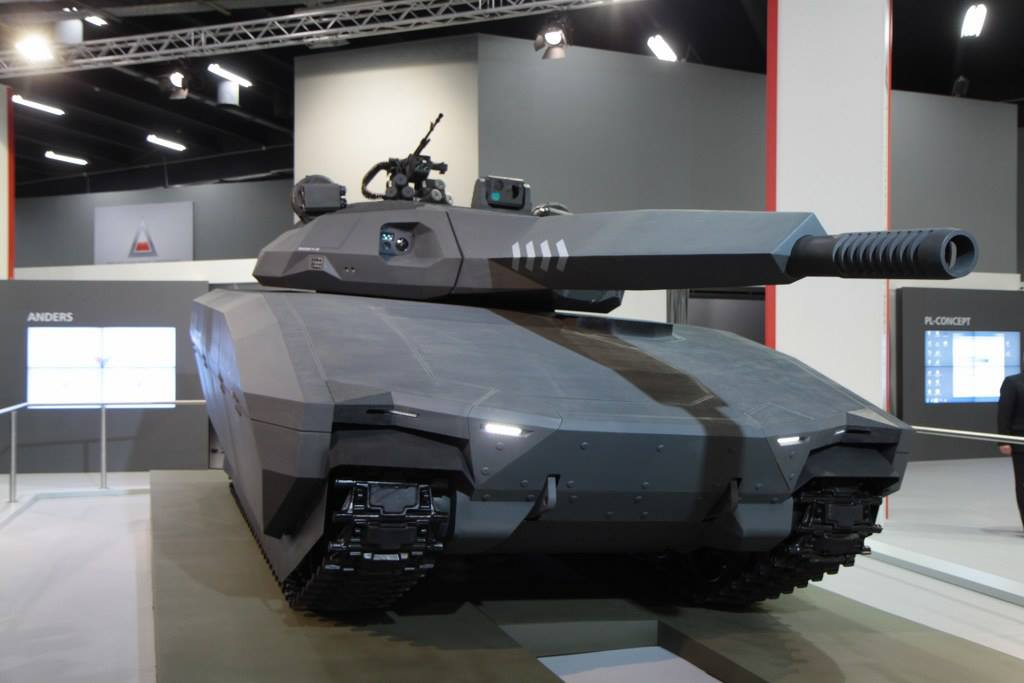
Présenté à l'exposition internationale de l'industrie de la défense en 2013, un prototype de la technologie de char de Soutien Direct

Ośrodek Badawczo-Rozwojowy Urządzeń Mechanicznych (OBRUM ; Centre de recherche et développement de dispositifs mécaniques), société à responsabilité limitée, est une usine polonaise dans l'industrie de la défense.
C'est son unité de recherche qui conçoit et développe des produits destinés aux Forces armées polonaises. Elle se spécialise dans les projets de chars, de géolocalisation GSM et d'ingénierie.

## Produits
L'usine est spécialisée principalement dans la fabrication d'équipement d'ingénierie, ainsi que le travail de recherche et développement de l'équipement mécanisé et blindé.